# Babatngon
Babatngon ist eine philippinische Stadtgemeinde in der Provinz Leyte auf der Insel Leyte. Sie hat 27.797 Einwohner (Zensus 1. August 2015), die in 25 Barangays leben. Die Gemeinde wird als teilweise urban beschrieben und gehört zur vierten Einkommensklasse der Gemeinden auf den Philippinen. Ihre Nachbargemeinden sind Tacloban City im Süden, San Miguel im Südwesten. Im Norden grenzt die Gemeinde an die Bucht von Carigara und im Osten an die San-Juanico-Straße, die Leyte von der Insel Samar trennt. 

## Baranggays
| - Biasong - Gov. E. Jaro (Bagahupi) - Malibago - Magcasuang - Planza - Poblacion District I - Poblacion District II - Poblacion District III - Poblacion District IV - Rizal I - San Ricardo - Sangputan - Pagsulhugon | - Taguite - Uban - Victory - Villa Magsaysay - Bacong - Bagong Silang - Lukay - Rizal II - San Agustin - Guintigui-an - Naga-asan - San Isidro |